# Bezette Stad (strip)
Bezette Stad is een strip van tekenaar Christian Verhaeghe en scenarioschrijver Ronny Matton en uitgegeven bij Uitgeverij Talent
Van deze strip zijn er twee delen verschenen die elkaar opvolgen, deel 1, Cedrus, en deel 2, Samen Alleen. De strip is verschenen in 1993 als hommage aan de dichter Paul van Ostaijen. 

## Het verhaal
De hoofdrol in deze strip wordt gespeeld door de dichter Paul Van Ostaijen, het verhaal speelt zich af in 1921 te Antwerpen, de Sinjorenstad. 
De plannen van Van Ostaijen om te gaan schrijven in Antwerpen na zijn terugkeer uit ballingschap in Berlijn, worden gedwarsboomd door een aantal moorden, de "Cedrus-moorden". Schrijfster Agatha Christie speelt de rol van detective in de strip. 
De strip is realistisch getekend en zowel Van Ostaijen als de stad zien eruit zoals ze er in het echt uitzagen in 1921.